# Tierpark Kalletal
Koordinaten: 52° 7′ 32″ N, 8° 56′ 35″ O
Der Tierpark Kalletal war ein kleiner Zoo in der Gemeinde Kalletal im Kreis Lippe.
Der Tierpark beherbergte zeitweise bis zu 100 einheimische und exotische Tiere in etwa 20 Arten. Genannt werden Wölfe, Tiger (inklusive Dressur), Braunbären, Dingos, Affen, Goldschakale, Schweine, Panther und Waschbären. Attraktionen waren die täglichen Fütterungen und die Wolfs- und Katzenabende. Der Tierpark wurde 1969 von dem Arzt Heinrich Stocksmeier als Vereinstierpark gegründet. 1995 ging der Tierpark in den Besitz der Familie Geenen über. Die Wolfsabende fanden im Rahmen der vom letzten Tierparkleiter Dirk Neumann geleiteten Wolfsschule statt. Hierbei wurde eine besondere Art der Dressur demonstriert, bei der der Mensch als Teil des Rudels fungiert und nicht der „Alphawolf“ ist.
Im Dezember 2009 verweigerte der Kreis Lippe nach einem weiteren Besitzerwechsel dem Tierpark die Betriebsgenehmigung. Der Tierpark wurde vorerst geschlossen.
Am 25. März 2010 sind die letzten vier Tiger aus dem Tierpark entfernt worden, anschließend die letzten beiden Affen; damit haben alle Tiere den Tierpark verlassen.